# Nicolás Raimondi
Nicolás Raimondi Schiaffarino (Montevideo, 5 settembre 1984) è un ex calciatore uruguaiano, di ruolo attaccante.

## Carriera
Ha giocato nella massima serie dei campionati uruguaiano, peruviano, cipriota, boliviano e bulgaro.